# 합천 봉서정·도촌별묘
합천 봉서정·도촌별묘(陜川 鳳棲亭·陶村別廟)는 대한민국 경상남도 합천군 봉산면 압곡리에 있는 조선시대의 건축물이다. 1983년 8월 12일 경상남도의 유형문화재 제235호로 지정되었다.

## 개요
봉서정은 조선 인조 원년(1623)에 오계 조정립 선생이 인재를 키우기 위해 세운 곳이다.
원래는 합천군 봉산면 김봉리에 있었다. 하지만 합천댐 건설로 수몰지역에 포함되면서 1988년 4월에 지금의 위치인 봉산면 압곡리로 옮겨 세워졌다.
봉서정과 도촌별묘는 남북으로 나란히 세워져 있으며 돌담을 둘러 경계를 하고 있다.
봉서정은 앞면 4칸·옆면 2칸으로 지붕 옆모습이 여덟 팔(八)자 모양인 팔작지붕으로 되어있다. 왼쪽부터 온돌방, 대청 2칸, 온돌방의 순이며 앞면 모두 툇마루가 있다. 특이하게 난간과 부엌이 없는데 이것은 남부의 ㅡ자형 민가와 흡사한다.
도촌별묘는 도촌 조응인(陶村 曺應仁)과 그의 아들 오계 조정립(梧溪 曺挺立)을 모셔놓은 사당이다. 앞면 3칸·옆면 2칸으로 지붕 옆면이 사람 인(人)자 모양인 맞배지붕으로 되어있으며 봉서정 뒤에 위치한다.
공부하는 곳이 앞에 있고 사당이 뒤에 있는 배치로, 자연을 바라보며 심신을 휴양하는 정자의 역할보다는 조상을 모시고 학문을 닦은 서원의 성격이 강하다.

## 참고 문헌
- 합천 봉서정·도촌별묘 - 국가유산청 국가유산포털